# سرزة بشت بند (شميل)
سرزة بشت بند (بالفارسية: سرزه پشت بند) هي قرية تقع في إيران في قسم شمیل الريفي. يقدر عدد سكانها بـ 551 نسمة بحسب إحصاء 2016.